# Thomas Wendeborn
Thomas Wendeborn (geboren als Thomas Borchert) (* 1983 in Eisenhüttenstadt) ist ein deutscher Sportwissenschaftler und Hochschullehrer.

## Leben
Er studierte zwischen 2003 und 2007 an der Technischen Universität Chemnitz ein Studium der Sportwissenschaft und der Erziehungswissenschaft. Seine Doktorarbeit „Ohne doppelten Boden, aber mit Netz? Förderung sportlicher Begabung und soziale Unterstützung an Eliteschulen des Sports in Brandenburg“ wurde 2012 an der TU Chemnitz angenommen, Gutachter waren Albrecht Hummel und Ralf Brand. Von 2013 bis 2015 war an der Universität Potsdam erst in der Sportpsychologie, dann in der Sportdidaktik als wissenschaftlicher Mitarbeiter tätig. Im März 2015 trat er an der Universität Leipzig eine Stelle als Juniorprofessor für Empirische Bildungsforschung im Sport an, welche er bis April 2017 innehatte. Im Februar 2019 übernahm er am Institut für Sportwissenschaft an der Universität der Bundeswehr München eine Professur für Sportpädagogik.
Zu den Schwerpunkten seiner wissenschaftlichen Tätigkeit gehören die Mehrfachbelastungen im Spitzensport (Sport, Schule, Ausbildung, Studium, Beruf), die Ausbildung von Lehrkräften im Sport, E-Sport sowie die Digitalisierung im Sport.